# HMS Invincible (R05)
Pour les autres navires du même nom, voir HMS Invincible.
Le HMS Invincible est un porte-avions léger de la Royal Navy en service de 1980 jusqu'en 2005. De type STOVL — il met en œuvre des avions  à décollage et atterrissage verticaux — et spécialisé à l'origine dans la lutte anti-sous-marine, il est le premier porte-avions de la classe Invincible comportant deux autres navires, le HMS Illustrious et le HMS Ark Royal.

## Histoire
La quille a été posée en juillet 1973 dans les chantiers navals de VSEL à Barrow-in-Furness. Le lancement eut lieu le 3 mai 1977 et la mise en service fut effective le 11 juillet 1980.
Le 25 février 1982, le gouvernement australien proposa 175 millions £ pour l'achat du premier porte-avions de cette classe. Après plusieurs mois de négociations, la vente est confirmée par la Royal Navy. 
Mais le HMAS Melbourne ne verra jamais le jour car le 2 avril 1982 l'Argentine envahit les îles Malouines provoquant la guerre des Malouines. Le 5 avril 1982, le HMS Invincible quitta Portsmouth pour l'Atlantique sud. Le 20 avril, la fin des combats était annoncée et le gouvernement britannique décida de conserver trois porte-avions opérationnels. En décembre 1983, l'Australie refusa l'accès du HMS Invincible au port de Sydney car la Royal Navy n'avait pas précisé si le navire comportait des armes nucléaires.
En août 2005, l’Invincible est retiré du service, avant d'être mis à la vente fin novembre 2010. Il est finalement vendu en février 2011 à Leyal Ship Recycling, une entreprise turque spécialisée dans le recyclage de navires.

## Apparition dansTop Gear
En 2003, l'Invincible apparait dans le premier épisode de la saison 3 de l'émission britannique Top Gear où le Stig doit atteindre 100 miles par heure (environ 160 km/h) avec une Jaguar XJS utilisée dans les deux saisons précédentes avant d'atteindre la fin du pont d'envol. Bien qu'ayant réussi à atteindre à atteindre les 100 mph, le Stig n'arrive pas à freiner à temps et tombe à l'eau avec la voiture 

## Caractéristiques
- 4 turbines Rolls-Royce Olympus TM3B (75 MW)
- 8 groupes électrogène Paxman
- Équipage : 685 marins et 366 personnels de l'aéronavale